# Проходи (Камінь-Каширський район)
Прохо́ди — село в Україні, у Любешівській селищній громаді Камінь-Каширського району Волинської області.
Населення становить 467 осіб. Орган місцевого самоврядування — Любешівська селищна громада.

## Історія
За переказами старожилів село Проходи було засновано в 1751 р. Назва села пішла від того, що тут було низько, стояла вода. Коли шведи напали на Курінь, вони через це болото прорубали одну дорогу, тобто прохід, тож від цього і пішла назва села Проходи.
|  | Не в тридевятому царстві - государстві, Не за морями і горами А за Волинню на Поліссі Прадід наш зробив прохід на узліссі Пройшли роки, пройшли віки Але від тоді і до нині Там де зорі падають у жито, Стоїть неначе у казці Зачароване село Проходи. |

## Населення
Згідно з переписом УРСР 1989 року чисельність наявного населення села становила 441 особа, з яких 216 чоловіків та 225 жінок.
За переписом населення України 2001 року в селі мешкало 460 осіб. 100 % населення вказало своєю рідною мовою українську мову.